# Cortijo de los Cipreses
El Cortijo de los Cipreses, también conocido como Casería de los Cipreses está situado en el Sistema General de Espacios Libres adscrito al borde Norte de la ciudad española de Granada, en la intersección de la Avenida de Juan Pablo II con la A-44 o Autovía de Sierra Nevada.
Destinada al cultivo de forrajes, olivar y el almendro, la parcela donde se ubica esta casa señorial ocupa según el catastro una superficie de 39.799 m². El conjunto arquitectónico catalogado por el Instituto Andaluz de Patrimonio Histórico como patrimonio inmueble de valor arquitectónico y etnológico con el número 01180870377, es un cortijo dedicado a la actividad agropecuaria y al almacenamiento agrícola. Actualmente, de propiedad municipal, la cubierta de su secadero está bastante deteriorada. 

## Descripción
El Cortijo de los Cipreses está constituido por dos volúmenes arquitectónicos distintos dispuestos alrededor de un patio. El primero de ellos es una residencia principal o señorío que, según el Instituto Andaluz de Patrimonio Histórico, fue construido entre los años 1900 y 1914 siguiendo el estilo tradicional de las haciendas andaluzas de comienzos del siglo XX. Esa datación posiblemente no sea del todo exacta ya que los mapas del Cuerpo del Estado Mayor del Ejército constatan la existencia de esta hacienda en el año 1887.
La residencia señorial dispone de dos plantas con grandes ventanales abatibles que se repiten rítmicamente a lo largo de su fachada. En la primera planta los ventanales están situados a media altura y disponen de rejas fijas de forja adosadas con remates ornamentales en su dintel. En el segundo nivel los ventanales llegan hasta el suelo y disfrutan de pequeñas balconadas que son rematadas en su dintel y en parte de sus jambas por azulejos policromados de estilo andaluz. Uno de los elementos arquitectónicos destacados de esta hacienda es la torre que se encuentra en su esquina Sur. Con funciones de secadero y mirador, está rematada con una arcada real de medio punto en fábrica de ladrillo, una balaustrada, una cenefa de azulejo policromado con remates decorativos en cerámica azul y cubierta en teja cerámica a cuatro aguas. En la parte delantera de la vivienda existe una zona ajardinada con grandes árboles.
Separado por un patio de labores sin formalizar existe un segundo conjunto arquitectónico compuesto por una casa auxiliar de labor con otra pequeña torre mirador. Este sector de la hacienda evidencia un mayor grado de deterioro. Dentro del mismo recinto, en su zona de labor, encontramos también un gran cobertizo que hace las funciones de almacén y secadero. Su cubierta a dos aguas está parcialmente derruida.
El acceso a este conjunto se realizada por un carril bordeado de cipreses y palmeras asiáticas de gran tamaño que otorgan nombre a esta hacienda.

## Datos catastrales

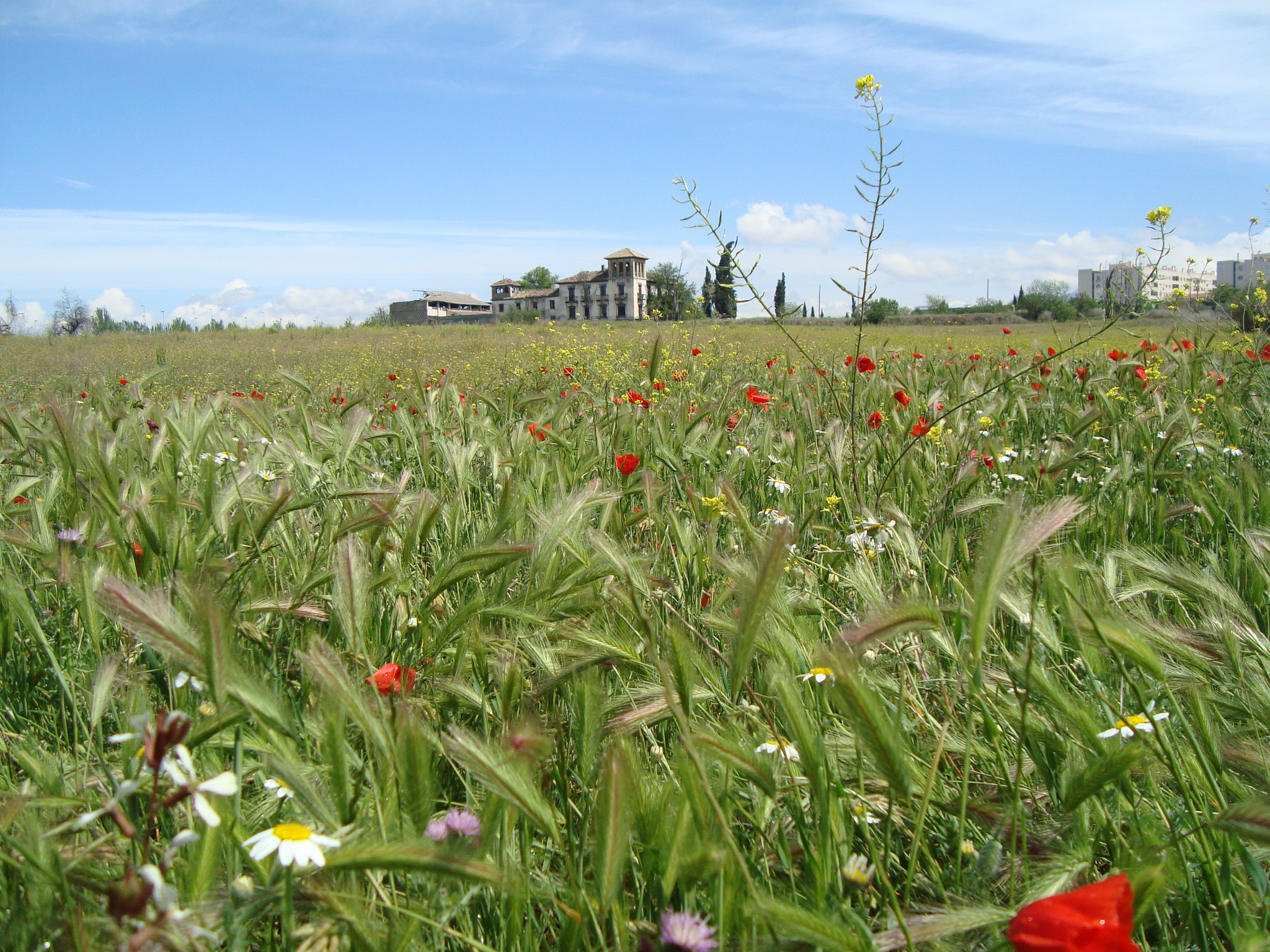
PP-N3 Borde Norte de la ciudad de Granada con el Cortijo de los Cipreses al fondo. Fotografía de 2012.

Al igual que sucede con otros bienes patrimoniales históricos de carácter agrario, los datos catastrales de la parcela donde está ubicado el Cortijo de los Cipreses omiten la presencia de esta residencia en la finca. Únicamente la ficha gráfica del PP-N3 Borde Norte registra documentalmente la existencia de esta edificación en la parcela, aunque tampoco la menciona en su descripción. Con base a los datos del Catastro, el Cortijo de los Cipreses está formalmente domiciliado en la Avenida Juan Pablo II de Granada. Su parcela es clasificada como suelo urbano, con un coeficiente de participación del 100%. A pesar de la presencia de este singular conjunto arquitectónico en su ficha descriptiva catastral consta como suelo que está sin edificar.
Una revisión histórica de esta propiedad a través del Mapa Nacional Topográfico Parcelario realizado a mediados del siglo XX por el Instituto Geográfico y Catastral del polígono topográfico N.º 8 del municipio de Granada identifica la finca con el número 4a.
Adscrita al Pago de Almanjayar Baja, según consta en la hoja catastral del Servicio de Catastro de la Riqueza Rústica de la Dirección General de Propiedades y Contribución Territorial, del Ministerio de Hacienda, sus linderos eran al norte con la parcela número 3, al este con la carretera de Bailén a Málaga, al sur con el Ramal de la Acequia de la Madraza y al oeste con la parcela 21a. La finca de 57.450 m² distribuía su aprovechamiento agrícola en 52.350 m² dedicados a cereal de riego de clase séptima y 5.100 m² a la casa, carril y eremitorio.